# Dzsamuka mongol gürkán
Dzsamuka mongol törzsi vezető, a mongol nyelvű törzsek egy részének gürkánja volt a 13. század elején. Gyermekkori barátja és vértestvére, majd riválisa volt Dzsingisz kánnak, akinek végül sikerült Dzsamukával szemben a mongolok egyesítése.

## Élete
Dzsamuka a szűkebb értelemben vett mongolok dzsadzsirat törzséből – altörzsnek vagy nemzetségnek is nevezik, a szakirodalom következetlen a kérdésben – származott. Egykorú volt Temüdzsinnel, a későbbi Dzsingisz kánnal, akivel akkor találkozott, amikor az gyermekkorában megszökott a tajcsiutoktól, a szűkebb értelemben vett mongolok egyik törzsétől, akik apja halála után lázadtak fel nemzetsége ellen és ejtették őt foglyul.  Amikor később Temüdzsinnek a merkitek elől is menekülnie kellett, akik elrabolták feleségét, Börtét, mivel apja, Jiszügej-baatur a feleségét, – az olkunuutok közül származó Höelünt, akit egy merkit akart feleségül venni –, Temüdzsin anyját tőlük rabolta el, akkor Temüdzsin Dzsamukához és a kereit Tooril kánhoz – akit később Ong kánnak hívtak – fordult segítségért. 
Temüdzsinnek sikerült kettejük segítségével visszaszereznie feleségét, s ezután Dzsamukával megerősítették gyerekkori barátságukat, szövetséget kötöttek és fogadott testvérek, mongolul andák lettek. Hamarosan azonban vetélytársakká váltak, mivel mindkettőjük célja a mongol törzsek egyesítése volt a saját vezetése alatt. Temüdzsinnek sikerült a – régi, szűkebb értelemben vett, valódi – mongol törzsek többségét vezetése alá vonnia, s ettől kezdve viselte a Dzsingisz kán nevet. 
Dzsamuka ebbe nem nyugodott bele, s egy ménest elrabolva hamarosan fegyveresen is szembekerült Dzsingisz kánnal. Ekkor még sikerült legyőznie Dzsingisz kánt, aki a kereit Tooril kánhoz, a mongol sztyepp akkori leghatalmasabb uralkodójához fordult segítségért, s vele együtt sikerült legyőznie a tatárokat, amiért a kínaiak kitüntették őket – Tooril ettől kezdve az Ong kán nevet használta –, s ezzel Dzsamuka ismét háttérbe szorult. Dzsamuka válaszul 1201-ben a mongol törzsek kisebb részét egyesítve azok gürkánjává választatta magát. A cím jelentése „egyetemes kán”, amelyet először a 12. század első felében a karakitajok uralkodója vett fel. 
Dzsamukának is része volt abban, hogy a szövetséges Dzsingisz kán és Ong kán elhidegült egymástól, Ongot Dzsingisz ellen uszította, Dzsingiszt pedig arról értesítette hogy Ong ellene készül. Dzsingisz végül 1203-ban leszámolt Ong kánnal és a kereitekkel, s ekkor a najmanokkal szövetkező Dzsamuka maradt a legnagyobb ellenfele. 1204–05-ben Dzsingisz leverte őket a merkitekkel egyetemben, és ekkor Dzsamukának már csak kevés embere maradt, akik kiadták őt Dzsingisz kánnak. 

## Halála
Dzsamuka haláláról két verzió maradt fenn. A mongolok titkos története szerint Dzsamuka maga kérte a halált, miután beismerte bűneit. Ebbe Dzsingisz kán beleegyezett, de mint andájának, vérontás nélkül kellett meghalnia és díszes temetést kellett kapnia. Rasid-ad-Din perzsa történetíró szerint viszont Dzsingisz kán őt rabszolgául egy rokonának – akit már nem kötött a fogadott testvéri eskü – ajándékozta, aki Dzsamukát elevenen feldaraboltatta. 